# Nicole Uphoff
Nicole Uphoff-Selke, née le 25 janvier 1967 à Duisbourg, est une cavalière allemande. Durant sa carrière, elle fut l'une des meilleures écuyères de dressage et gagna entre autres quatre médailles d'or olympiques avec son cheval exceptionnel, Rembrandt.

## Carrière
Nicole Uphoff est cavalière depuis l'enfance. Après son baccalauréat (Abitur) en 1986, elle effectue d'abord une formation de responsable logistique auprès de la société Walrhein à Duisbourg. Le Doc. Uwe Schulten-Baumer, lui-même ancien champion et entraineur, la remarque et la prend en charge l'année même de l'obtention de son diplôme.
Avec Rembrandt, elle remportera la médaille d'or de dressage individuel et par équipe aux Jeux olympiques d'été de 1988 à Séoul ainsi qu'aux Jeux olympiques d'été de 1992 à Barcelone.
En 1991, elle se marie avec le cavalier allemand, Otto Becker, entraineur en chef de l'équipe allemande de saut d'obstacles, dont elle divorcera en 1997.
En 1992, avec Sir Lenox, elle remporta la finale du premier concours du Bourg de Nuremberg.
En 1993, elle prit part aux Championnats d'Europe de dressage avec Grand Gilbert et remporta en individuel la médaille d'or du Grand Prix en « programme libre »
En 1996, elle ne fut pas sélectionnée par le comité olympique du sport équestre allemand pour prendre part aux Jeux olympiques d'été de 1996 à Atlanta ; néanmoins, elle se présenta en tant que défendeur du titre. Malheureusement, Rembrandt se blessa lors du concours, aussi décida-t-elle de le retirer du concours. Elle se classe quatorzième. La même année, Rembrandt fut définitivement « mis à la retraite ».
Après avoir officié au Haras Vorwerk de Cappeln, au centre de formation de Vechta et au Domaine Glückauf à Hunxe, Nicole Uphoff entraine désormais ses chevaux dans un centre équestre dans les environs de Duisbourg depuis 2005.
Après la naissance de son premier enfant, elle eut en 2004 l'occasion de monter plusieurs chevaux ibériques et de prendre en charge leur formation. Pari eux, Otéo, avec lequel elle revint dans le monde du Grand Prix, ainsi que Relampago do Retiro, qui prit part ultérieurement aux jeux olympiques monté par Hayley Beresford.
Lors de sa seconde maternité en 2007, elle mit fin à sa carrière équestre et les chevaux retournèrent à leurs propriétaire. Elle justifia cette décision en personne dans une interview « Je n'ai vécu 20 ans durant que pour les concours. ... Désormais, je veux me consacrer à ma vie de famille et la savourer. Je ne veux plus devoir confier mes enfants à quelqu'un pour pouvoir monter à cheval. (Ich habe 20 Jahre nur für den Turniersport gelebt. ... Nun möchte ich meine Familie leben und genießen. Ich möchte meine Kinder nicht in Obhut geben um zu reiten.) »
Nicole Uphoff continua à monter pour son plaisir personnel. Quelques semaines après la naissance de son deuxième enfant, l'une de ses amies ayant découvert une jument nommée Riverdance, quasiment un "sosie" de Rembrandt et la persuada de l'acquérir. Si l'objectif initial était de revenir en lice, elle y renonça quasiment aussitôt par conviction personnelle: « Arrivé à la maison, la jument se révéla au moins aussi difficile que Rembrandt, elle avait la même généalogie, la selle lui allait... Mais après avoir regardé quelques concours, je pris la décision de ne plus vouloir m'y remettre. Tout avait changé. (Zu Hause angekommen, stellte sie sich als mindestens genau so schwierig wie Remmi heraus, sie hat seine Abstammung, sein Sattel passte… Nachdem ich mehrere große Turniere angesehen hatte, fasste ich den Entschluss, nicht mehr „angreifen“ zu wollen. Es war alles anders geworden als früher.) »
Nicole Uphoff est ponctuellement au service de la télévision allemande, notamment comme experte et commentatrice du CHIO d'Aix-la-Chapelle.

## Chevaux
Jusqu'en 1977, Waldfee, cheval du centre équestre Homberger de Duisbourg.
- Rembrandt (* 1977; † 2001), hongre, bai, cheval de selle westfalien, père: Romadour II, ascendant: Angelo.
- Grand Gilbert (* 1982), hongre, alezan, cheval de selle rhénan, père: Glücksklee, ascendant: Dilettant[réf. nécessaire].
- Sir Lenox (* 1984; † 1998), hongre, bai, cheval de selle hannovrien, père: Shogun xx[réf. nécessaire].
- Oteo (* 1998), étalon, blanc, Pura Raza Española, père: Binguero[réf. nécessaire].
- Relampago